# Ascogrammitis pichinchae
Ascogrammitis pichinchae är en stensöteväxtart som först beskrevs av Sod., och fick sitt nu gällande namn av Michael Sundue. Ascogrammitis pichinchae ingår i släktet Ascogrammitis och familjen Polypodiaceae. Inga underarter finns listade.